# 크리스티안 몰리나로
크리스티안 몰리나로(이탈리아어: Cristian Molinaro, 1983년 7월 30일, 발로델라루카니아 ~ )는 이탈리아의 전 축구 선수로, 과거 레프트 백으로 활약했다.

## 클럽 경력

### 살레르니타나 칼초 1919
몰리나로는 세리에 B의 살레르니타나 칼초 1919에서 프로 데뷔를 하였다.

### AC 시에나
살레르니타나가 파산으로 인해 2005년, 세리에 C1으로 강등되었고, 그는 유벤투스 FC로 자유 이적하였다. 그는 이후에 바로 AC 시에나로 임대되었다. 이때 시에나는 소유권 50%를 가져갔고, 이적료는 €500였다.

### 유벤투스 FC
2007년 6월, 유벤투스는 세리에 B 우승을 하였고, 그는 €2.5M의 가격에 유벤투스와 2012년까지 지속되는 계약을 하였다. 그는 조르조 키엘리니가 레프트 백에서 센터백으로 이동함에 따라, 레프트 백 자원이 없어지게 됨에 따라 몰리나로를 영입하게 되었다.
2007-08 세리에 시즌은 그의 유벤투스 FC 첫 시즌으로, 몰리나로는 주전을 확보하고 30번의 리그 경기에 출장하였다. 이중 한 경기에서 1득점을 올렸다. 2008년 11월 28일, 몰리나로는 1년 연장계약을 체결하였다. 계약 이후, 몰리나로는 "나는 행복하다. 이는 내가 성취했음을 의미한다. 나는 유벤투스의 선수로 활약하여 UEFA 챔피언스리그 같은 무대에서 뛰는 꿈을 실현할 수 있었다." 라고 반응을 보였다.
2008-09 시즌에도 또한 주전으로 활약하였다.

### VfB 슈투트가르트
2009년 여름에 이탈리아 국가대표인 파비오 그로소가 영입되고 우루과이 국가대표의 마르틴 카세레스가 FC 바르셀로나에서 임대됨에 따라, 몰리나로는 2010년 1월 5일, 그는 잔여 2009-10 시즌동안 VfB 슈투트가르트 임대에 합의하였다. 2010년 6월 1일, VfB 슈투트가르트는 2014년 6월까지 지속되는 영구 이적 제의를 하였고, 몰리나로는 이에 합의하였다. 유벤투스 FC는 6월 14일에 €3.9M의 이적료에 이적 합의가 완료되었다고 발표하였다.

## 국가대표 경력
2010년 8월 6일, 몰리나로는 신임 감독 체사레 프란델리에 의해 처음으로 이탈리아 국가대표에 차출되었다. 그는 2010년 8월 10일, 코트디부아르와의 친선 경기에서 국가대표 데뷔전을 치루었다.